# NGC 3407
NGC 3407 est une galaxie lenticulaire située dans la constellation de la Grande Ourse. NGC 3407 a été découverte par l'astronome germano-britannique William Herschel en 1793.

## Caractéristiques
Sa vitesse par rapport au fond diffus cosmologique est de 5 158 ± 10 km/s, ce qui correspond à une distance de Hubble de 76,1 ± 5,3 Mpc (∼248 millions d'al).
À ce jour, une mesure non basée sur le décalage vers le rouge (redshift) donne une distance d'environ 83,500 Mpc (∼272 millions d'al). Cette valeur est tout juste à l'extérieur des valeurs de la distance de Hubble. Notons cependant que c'est avec la valeur moyenne des mesures indépendantes, lorsqu'elles existent, que la base de données NASA/IPAC calcule le diamètre d'une galaxie et qu'en conséquence le diamètre de NGC 3407 pourrait être d'environ 31,3 kpc (∼102 000 al) si on utilisait la distance de Hubble pour le calculer. 